# 下斯寬克姆 (新澤西州)
下斯寬克姆（英語：Lower Squankum）是位於美國新澤西州蒙茅斯縣的非建制地區。

## 歷史
下斯寬克姆的郵局於1849年設立，其後於1906年停運。

## 地理
下斯寬克姆所處的海拔為高於海平面13米（即43英呎），而該地所採用的時區為UTC-5，即北美东部时区（EST）。同時該地設有夏令時間，為UTC-5調快一小時，即UTC-4（EDT）。